# Crossandra flavicaulis
Crossandra flavicaulis är en akantusväxtart som beskrevs av K. Vollesen. Crossandra flavicaulis ingår i släktet Crossandra och familjen akantusväxter. Inga underarter finns listade i Catalogue of Life.